# Потаповское
Потаповское — деревня в Воскресенском муниципальном районе Московской области. Входит в состав сельского поселения Ашитковское. Население — 37 чел. (2010).

## География
Деревня Потаповское расположена в восточной части Воскресенского района, примерно в 7 км к северо-востоку от города Воскресенск. Высота над уровнем моря 141 м. В деревне 1 улица — Новая, приписано 19 СНТ. Ближайший населённый пункт — село Барановское.

## История
В 1926 году деревня являлась центром Потаповского сельсовета Усмерской волости Бронницкого уезда Московской губернии.
С 1929 года — населённый пункт в составе Воскресенского района Коломенского округа Московской области. 20 мая 1930 года деревня была передана в Ашитковский район Коломенского округа Московской области (с июля 1930 года — Виноградовский район Московской области). В 1957 году, после того как был упразднён Виноградовский район, деревня снова была передана в Воскресенский район.
До муниципальной реформы 2006 года Потаповское входило в состав Конобеевского сельского округа Воскресенского района.

## Население
В 1926 году в деревне проживало 277 человек (130 мужчин, 147 женщин), насчитывалось 55 хозяйств, из которых 52 было крестьянских. По переписи 2002 года — 14 человек (5 мужчин, 9 женщин).
| 1926 | 2002 | 2010 |
| ---- | ---- | ---- |
| 277  | ↘14  | ↗37  |